# Dan Madigan
Dan Madigan är en amerikansk TV-producent, författare och manusförfattare. Madigan var manusförfattare för WWE Films film See No Evil.